# Xiahou
Xiahou is een Chinese familienaam. In Hongkong wordt deze naam door HK-romanisatie geromaniseerd als Ha-Hau. Xiahou staat op de 413e plaats in de Baijiaxing.

## Bekende personen met de naam Xiahou
- Xiahou Ba
- Xiahou De
- Xiahou Dun
- Xiahou En
- Xiahou He
- Xiahou Hui
- Lady Xiahou Hui
- Xiahou Mao
- Xiahou Shang
- Xiahou Wei
- Xiahou Xuan
- Xiahou Ying
- Xiahou Yuan